# Kanton Montmorency
Der Kanton Montmorency ist seit 1832 ein französischer Wahlkreis im Arrondissement Sarcelles, im Département Val-d’Oise und in der Region Île-de-France; sein Hauptort ist Montmorency.

## Gemeinden
Der Kanton besteht aus sechs Gemeinden mit insgesamt 59.950 Einwohnern (Stand: 1. Januar 2022) auf einer Gesamtfläche von 17,38 km²:
| Gemeinde               | Einwohner 1. Januar 2022 | Fläche km² | Dichte Einw./km² | Code INSEE | Postleitzahl |
| ---------------------- | ------------------------ | ---------- | ---------------- | ---------- | ------------ |
| Andilly                | 2.691                    | 2,70       | 997              | 95014      | 95580        |
| Enghien-les-Bains      | 11.594                   | 1,77       | 6.550            | 95210      | 95880        |
| Margency               | 2.954                    | 0,72       | 4.103            | 95369      | 95580        |
| Montlignon             | 2.966                    | 2,84       | 1.044            | 95426      | 95680        |
| Montmorency            | 21.677                   | 5,37       | 4.037            | 95428      | 95160        |
| Soisy-sous-Montmorency | 18.068                   | 3,98       | 4.540            | 95598      | 95230        |
| Kanton Montmorency     | 59.950                   | 17,38      | 3.449            | 9515       | –            |

Bis zur Neuordnung bestand der Kanton Montmorency aus den zwei Gemeinden Groslay und Montmorency. Sein Zuschnitt entsprach einer Fläche von 8,31 km2.

## Bevölkerungsentwicklung
| 1968   | 1975   | 1982   | 1990   | 1999   | 2006   | 2011   | 2012   |
| ------ | ------ | ------ | ------ | ------ | ------ | ------ | ------ |
| 24.133 | 26.056 | 25.712 | 26.830 | 27.923 | 29.427 | 29.565 | 29.518 |